# Gaspare Galliari

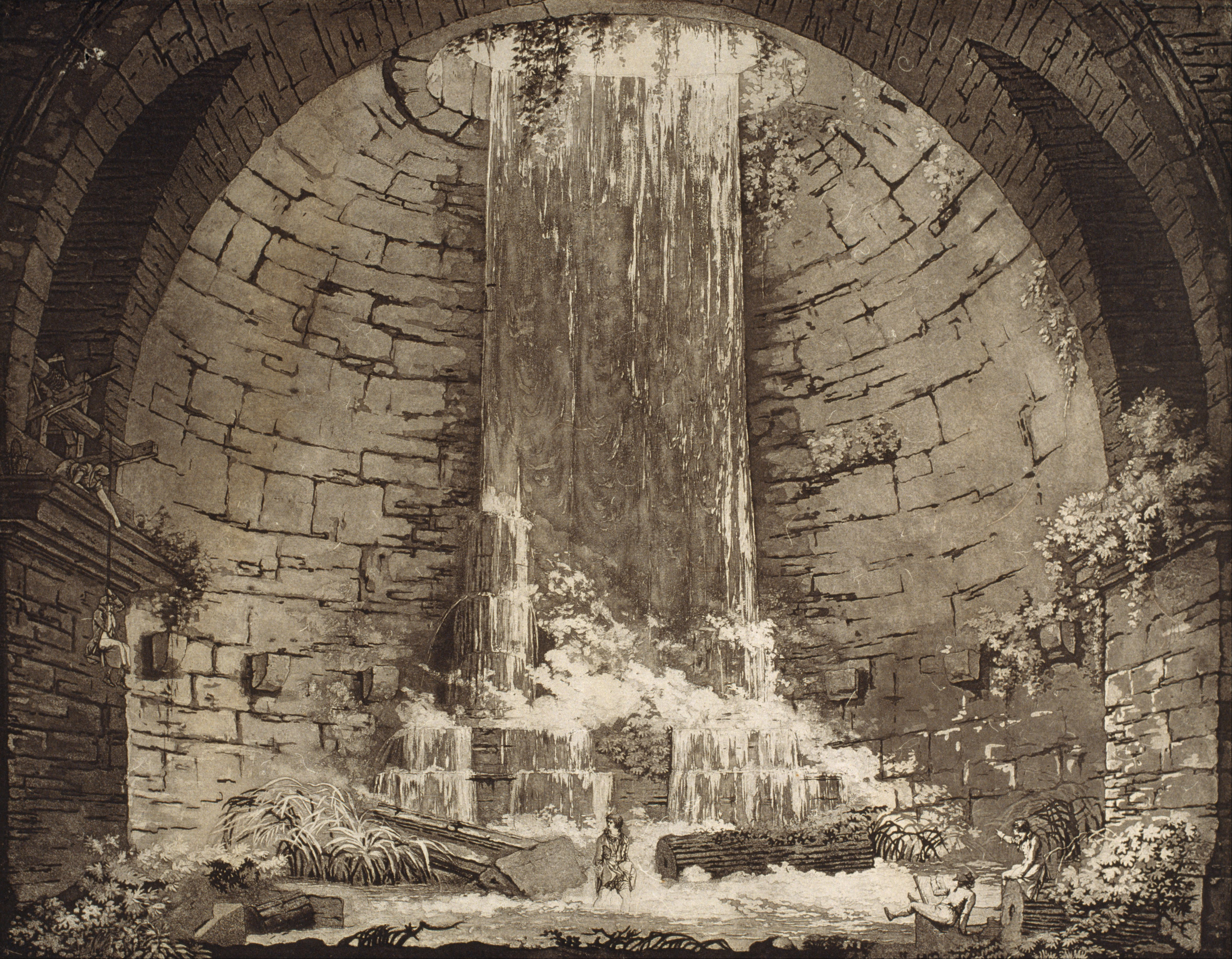
Rotunda convertida en banys, original de Galliari, gravat el 1803 per Luigi Rados

Gaspare Galliari (1760–1818; tot i que algunes fonts el situen entre 1761 i 1823, fou un pintor italià. Va néixer a Treviglio i va morir a Milà. Hi ha obra seva a la Pinacoteca de Brera i al Museu Nacional d'Art de Catalunya. També se'l coneix com un mestre de l'escenografia.